# 河原純一
河原 純一（かわはら じゅんいち、1973年1月22日 - ）は、東京都大田区生まれ、神奈川県川崎市中原区出身の元プロ野球選手（投手、右投右打）、監督。2017年より2021年まで四国アイランドリーグplus・愛媛マンダリンパイレーツの監督を務めた。

## 経歴

### プロ入り前
小学4年生から野球を始め、中学時代にはエースピッチャーとなる。
神奈川県立川崎北高等学校では2年秋からエースになるも秋と春は初戦敗退。3年時に出場した神奈川県大会でも初戦の岸根高校戦でKOされ降板するも延長12回に逆転サヨナラ勝ち。準々決勝（対厚木高戦）で、後に横浜へ入団する川村丈夫と延長16回の投手戦の末に投げ勝ちベスト4まで進んだ。
卒業後は駒澤大学へ進学し、東都大学野球連盟の記録（当時）となる3度の最高殊勲選手に輝くなどエースとして活躍した。同期生には高木浩之、本間満がいる。リーグ通算53試合に登板し23勝10敗、防御率1.66、258奪三振。最優秀投手に2度、ベストナインに2度選ばれた。2年次は2学年先輩である田口昌徳とのバッテリーで鶴田泰との両輪で大学選手権優勝、4年次にも同大会を制して全日本アマチュア野球王座決定戦で社会人王者の日本通運を破って最高殊勲選手に選ばれ、日米大学野球でも最優秀投手となった。3年秋は明治神宮大会で優勝。また日米大学野球には2年から3年連続で日本代表に選出された。
1994年のプロ野球ドラフト会議において、読売ジャイアンツから1位指名（逆指名）を受け入団。福岡ダイエーホークスとの大争奪戦の末、交渉権を獲得しての入団だった。

### 巨人時代
プロ初登板・初先発となった1995年6月3日の広島東洋カープ9回戦（東京ドーム）では、野村謙二郎に初回先頭打者本塁打を浴びた。しかしその後は、右肘側副靱帯断裂で離脱した桑田真澄をカバーする形で先発陣に入り、新人ながら8勝（そのうち阪神タイガースからは3試合連続完封を含む6勝）を挙げるなど活躍した。
1996年は、開幕からローテーションに入ったが、未勝利のまま5月末に右肘痛で一軍登録を抹消された。同時期、週刊誌にて元妻による暴露記事が掲載され、その年の春季キャンプで元妻を同宿させていたことが判明。チームの統制を乱す行為として球団から厳重注意と罰金200万円を受ける。その後は一軍に復帰できず、チームはリーグ優勝したものの、自身の登板は9試合にとどまった。
1997年は主に中継ぎで登板し、6月5日の対中日ドラゴンズ戦で616日ぶりの勝利、11日の対横浜ベイスターズ戦ではプロ初セーブを挙げた。最終成績は25試合で2勝1敗1セーブ・防御率2.60だった。
しかし1998年に肩の故障・肘も手術し、一軍・二軍ともに登板がないまま終わった。
長いリハビリを経て、1999年8月8日の対広島戦に先発登板し勝利投手となる。先発での勝利は1995年9月23日の対阪神戦以来で1461日ぶりであった。しかし好調は長続きできず、わずか8試合の登板で2勝に終わる。
2000年はシーズン途中から先発入りし、3試合の完封勝利など順調かと思われたが、この年も途中で故障離脱となりチームはリーグ優勝・日本一になったが日本シリーズにはまたしても登板出来なかった。7試合の登板で4勝無敗という成績に終わった。
2001年はキャンプ中の右手小指骨折により出遅れたものの5月末からローテーションに加わり、ルーキーイヤーに次ぐ12試合に先発登板した。しかし、結果が残せず終盤はリリーフに廻り、2セーブを記録した。これが翌年のストッパー転向の足掛かりとなる。防御率は5点台で登板数も21試合だったが4勝4敗2セーブの成績を残した。
2002年から原辰徳が監督に就任すると抑え投手に抜擢される。開幕4試合目の中日戦に初セーブを記録し原監督の初勝利に貢献。以降、5月29日の対ヤクルトスワローズ戦でアレックス・ラミレスにサヨナラホームランを打たれ初めて救援に失敗するまで抜群の安定感を見せた。7月は9試合に登板して1勝7セーブ・防御率0.00を記録し、オールスターゲームにファン投票で選出された。一方当時の投球フォームが2段モーション（後に禁止となった）だったためか、走者を出した時の投球が極端に安定しない弱点が見え隠れしていた。秋頃からは安定感を欠き、チームが優勝マジック1で迎えた9月24日の対阪神戦では、9回に濱中おさむに同点ホームランを打たれ、勝ちを逃してしまった（マジック対象のヤクルトが負けた為に試合途中にリーグ優勝は決まっていた）。それでも49試合に登板し、5勝3敗28セーブ・防御率2.70を記録。巨人のリーグ優勝・日本一に大きく貢献した。日本シリーズにも初登板を果たし、第4戦では胴上げ投手になった。
2003年4月9日の対ヤクルト戦でシーズン初セーブをマークし、幸先良いスタートかと思われた。しかし徐々に救援失敗を繰り返すようになり、5月31日の阪神戦では4－2と2点リードの9回から登板するも1イニング11失点するきっかけを作ってしまうなど、成績不振で二軍落ちとなった。結局23試合の登板に終わり、3敗7セーブ・防御率9.41と極度の不振だった。この年はリリーフ陣の崩壊もありリーグ連覇を逃した。
2004年に就任した新監督の堀内恒夫はストッパーとしての復活に期待するが、故障で出遅れる。5月に一軍に合流し立て続けに2セーブを記録するが5月23日の対阪神戦では1点リードを守れずサヨナラ負けを喫し、早くも配置転換となった。この年は前年を下回る13試合の登板に留まった。
2005年3月27日に後藤光貴との交換トレードで西武ライオンズへ移籍。

### 西武時代
2005年開幕直後の移籍で4年ぶりに先発復帰となった。4月9日の福岡ソフトバンクホークス戦（福岡ドーム）で移籍後初先発初勝利を挙げると、6月11日の古巣・対巨人戦（東京ドーム）で勝利投手となったが、その後は自身も調子を崩して一軍での先発登板は自己最多の19試合だったが、2勝11敗と大きく負け越した。シーズン終了直前の対ソフトバンク戦で右膝靭帯を損傷する大怪我を負い、オフに手術を受ける。
2006年は手術の影響により一軍登板はなかった。
2007年は2度先発登板したものの0勝2敗、防御率12.19と不振で、オフに球団から戦力外通告を受けた。

### 浪人
その後、同年11月17日に12球団合同トライアウトへ参加するも獲得球団は現れず、12月に浪人を決意。駒澤大学で翌年のトライアウトに向けてトレーニングを行ない、この間に膝の故障を完治させている。2008年10月1日、大学の先輩でもある森繁和一軍バッテリーチーフコーチ(当時)と連絡をとって中日ドラゴンズの入団テストを受験し合格。1年ぶりの現役復帰を果たした。

### 中日時代
2009年5月15日に2年ぶりに一軍昇格。5月24日の対北海道日本ハムファイターズ戦に2番手として登板し1回を0点に抑え、初ホールドを記録。以降は中継ぎとしてチームを支え、7月10日の対広島戦（ナゴヤドーム）で、2005年6月11日以来となる勝利を挙げた。この年は44試合の登板で15ホールド・防御率1点台と「復活」と呼ぶに相応しい結果を残した。
2010年は調整の遅れなどから7月に一軍入りを果たしたが怪我で再降格。終盤に再昇格するがレギュラーシーズンは4試合の登板にとどまった。ポストシーズン（巨人とのクライマックスシリーズ、ロッテとの日本シリーズ）ではレギュラーシーズンを上回る計5試合に登板した。日本シリーズ第7戦では打ちこまれるなど期待に応えられず、チームも延長戦で勝ち越され日本一を逃した。
2011年は30試合に登板し、1勝4敗・防御率2.65の成績だったが、10月19日に球団から戦力外通告を受けていたことが明らかになり、10月29日に球団から正式に発表された。しかし、その後も日本シリーズ終了までチームに帯同し、ヤクルトとのクライマックスシリーズとソフトバンクとの日本シリーズの計3試合でリリーフ登板した。その後、12球団合同トライアウトに参加。
プロ野球珍プレー・好プレー大賞にて、同年4月20日、対ヤクルトスワローズ戦の9回裏･三塁線のバント処理で三塁へ送球するも無人だったため、三塁悪送球となり走者が生還しサヨナラ負けになったプレーで2011年度大賞を受賞した。

### 独立リーグ時代
2012年2月22日、愛媛マンダリンパイレーツとの入団に合意。3月13日に入団会見が行われた。背番号は70。2013年、2014年とも10試合程度の登板であった。2014年はシーズン中に数度、契約解除（練習生への降格）と再契約を受けている。
2015年は肩痛のため、シーズン開始直後の4月9日付で練習生に降格。公式戦への登板がないまま、10月27日に球団を通じて引退を発表した。

### 現役引退後
2015年のシーズン中に愛媛球団主催の小中学生向け「投力向上プロジェクト」でメイン講師を務めた縁で、愛媛球団の薬師神績から「愛媛県内の野球の底辺拡大に手を貸して欲しい」と打診された。2016年1月に、星企画株式会社（薬師神が経営する地元の広告会社）へ入社。「More Baseball Project プロジェクトリーダー」という肩書で、県内の小中学生が怪我をせずに野球を続けられるような取り組みや、協賛企業の募集を始めたと報じられた。同年5月には、愛媛と巨人3軍の定期交流戦をNHK松山放送局でテレビ中継した際に解説者として出演した。
2016年に再婚した。
2017年1月4日、オリックス・バファローズのコーチ就任に伴い退団した弓岡敬二郎の後任として愛媛の監督に就任することが発表された。監督初年度の前期は最下位に終わる。2018年と2019年の2年連続して後期優勝を達成したが、年間総合優勝を決めるリーグチャンピオンシップには2年続けて敗退。河原が率いる愛媛について、四国新聞は「投手陣の整備が進んだ後期に強さを発揮するも、前期は苦戦を強いられている」と評している。2020年はチームとして最下位に終わったが、2021年1月6日に留任が発表された。翌2021年もチームは前期・後期ともに最下位となり、シーズン終了後の9月30日、今シーズンの任期満了をもって監督を退任すると発表された。ただし球団には引き続きとどまり、「球団事業推進本部長(仮称)」という役職に就任する。

## 選手としての特徴・人物
細身の体型から繰り出すスピンの効いた直球と抜群の制球力が武器。変化球はスライダー、フォーク、カーブを投げ分ける。直球の球速は140km/h台と特別速くないものの、キレが良く手元で伸びる球で打者を翻弄。スライダーとのコンビネーションで高い奪三振率を誇る。解説者の江川卓は「（河原の）今日のボールは打てない」、掛布雅之は「ボールが生きている」などと河原の直球を絶賛していた。
マウンド上ではポーカーフェイスを貫き、その姿から「鉄仮面」と形容された。
2007年に西武から戦力外通告を受け、一年間どの球団にも所属しない浪人生活を経て、NPB球団（中日）に復帰した異色の経歴を持つ。
中日時代は、自身が故障明けの一軍復帰戦で無失点に抑えると、監督の落合博満に「あいつをずっと待っていた」と言わしめるなど絶大な信頼を得ていた。
プロ野球人生で最も印象に残った打者としてロバート・ローズを挙げている。

## 詳細情報

### 年度別投手成績
| 年 度     | 球 団     | 登 板 | 先 発 | 完 投 | 完 封 | 無 四 球 | 勝 利 | 敗 戦 | セ 丨 ブ | ホ 丨 ル ド | 勝 率 | 打 者 | 投 球 回 | 被 安 打 | 被 本 塁 打 | 与 四 球 | 敬 遠 | 与 死 球 | 奪 三 振 | 暴 投 | ボ 丨 ク | 失 点 | 自 責 点 | 防 御 率 | W H I P |
| --------- | --------- | ----- | ----- | ----- | ----- | -------- | ----- | ----- | -------- | ----------- | ----- | ----- | -------- | -------- | ----------- | -------- | ----- | -------- | -------- | ----- | -------- | ----- | -------- | -------- | ------- |
| 1995      | 巨人      | 19    | 14    | 4     | 3     | 1        | 8     | 6     | 0        | --          | .571  | 452   | 106.0    | 96       | 6           | 50       | 3     | 1        | 94       | 6     | 0        | 43    | 39       | 3.31     | 1.38    |
| 1996      | 巨人      | 9     | 8     | 1     | 0     | 0        | 0     | 4     | 0        | --          | .000  | 216   | 50.0     | 53       | 6           | 19       | 0     | 2        | 45       | 1     | 0        | 25    | 25       | 4.50     | 1.44    |
| 1997      | 巨人      | 25    | 1     | 0     | 0     | 0        | 2     | 1     | 1        | --          | .667  | 197   | 45.0     | 37       | 1           | 25       | 4     | 2        | 35       | 7     | 0        | 14    | 13       | 2.60     | 1.38    |
| 1999      | 巨人      | 8     | 7     | 0     | 0     | 0        | 2     | 2     | 0        | --          | .500  | 129   | 29.2     | 36       | 6           | 5        | 0     | 1        | 25       | 1     | 0        | 17    | 16       | 4.85     | 1.38    |
| 2000      | 巨人      | 7     | 6     | 3     | 3     | 0        | 4     | 0     | 0        | --          | 1.000 | 166   | 44.1     | 29       | 4           | 9        | 0     | 1        | 30       | 1     | 0        | 7     | 7        | 1.42     | 0.86    |
| 2001      | 巨人      | 21    | 12    | 0     | 0     | 0        | 4     | 4     | 2        | --          | .500  | 334   | 72.2     | 91       | 19          | 28       | 1     | 4        | 39       | 0     | 0        | 52    | 48       | 5.94     | 1.64    |
| 2002      | 巨人      | 49    | 0     | 0     | 0     | 0        | 5     | 3     | 28       | --          | .625  | 196   | 50.0     | 44       | 8           | 6        | 2     | 0        | 61       | 1     | 0        | 16    | 15       | 2.70     | 1.00    |
| 2003      | 巨人      | 23    | 0     | 0     | 0     | 0        | 0     | 3     | 7        | --          | .000  | 113   | 22.0     | 37       | 4           | 7        | 1     | 2        | 23       | 2     | 0        | 26    | 23       | 9.41     | 2.00    |
| 2004      | 巨人      | 13    | 0     | 0     | 0     | 0        | 0     | 1     | 2        | --          | .000  | 68    | 15.1     | 20       | 5           | 5        | 0     | 0        | 10       | 0     | 0        | 11    | 11       | 6.46     | 1.63    |
| 2005      | 西武      | 20    | 19    | 0     | 0     | 0        | 2     | 11    | 0        | 0           | .154  | 428   | 97.0     | 106      | 15          | 34       | 1     | 5        | 54       | 4     | 0        | 66    | 58       | 5.38     | 1.44    |
| 2007      | 西武      | 3     | 3     | 0     | 0     | 0        | 0     | 2     | 0        | 0           | .000  | 50    | 10.1     | 16       | 4           | 5        | 0     | 1        | 5        | 0     | 0        | 14    | 14       | 12.19    | 2.03    |
| 2009      | 中日      | 44    | 0     | 0     | 0     | 0        | 3     | 0     | 0        | 15          | 1.000 | 136   | 34.0     | 24       | 2           | 10       | 2     | 2        | 18       | 0     | 0        | 7     | 7        | 1.85     | 1.00    |
| 2010      | 中日      | 4     | 0     | 0     | 0     | 0        | 0     | 1     | 0        | 2           | .000  | 16    | 3.2      | 5        | 0           | 0        | 0     | 0        | 1        | 0     | 0        | 2     | 2        | 4.91     | 1.39    |
| 2011      | 中日      | 30    | 0     | 0     | 0     | 0        | 1     | 4     | 0        | 10          | .200  | 87    | 20.1     | 19       | 1           | 8        | 1     | 0        | 12       | 0     | 0        | 8     | 6        | 2.66     | 1.33    |
| NPB：14年 | NPB：14年 | 275   | 70    | 8     | 6     | 1        | 31    | 42    | 40       | 27          | .425  | 2588  | 600.1    | 613      | 81          | 211      | 15    | 21       | 452      | 23    | 0        | 308   | 284      | 4.26     | 1.37    |

- 各年度の太字はリーグ最高

### 表彰
- JA全農Go・Go賞 （救援賞：2002年7月）

### 記録
NPB投手記録
- 初登板・初先発登板：1995年6月3日、対広島東洋カープ9回戦（東京ドーム）、7回4失点で敗戦投手
- 初奪三振：同上、1回表に小早川毅彦から
- 初勝利・初先発勝利・初完投勝利・初完封勝利：1995年7月9日、対阪神タイガース14回戦（東京ドーム）
- 初セーブ：1997年6月11日、対横浜ベイスターズ10回戦（横浜スタジアム）、9回裏無死に2番手として救援登板・完了、1回無失点
- 初ホールド：2009年5月24日、対北海道日本ハムファイターズ1回戦（ナゴヤドーム）、8回表に2番手として救援登板、1回無失点

NPBその他の記録
- オールスターゲーム出場：1回 （2002年）

### 独立リーグでの投手成績
| 年 度     | 球 団     | 防 御 率 | 登 板 | 勝 利 | 敗 戦 | セ 丨 ブ | 完 投 | 完 封 | 無 四 球 | 投 球 回 | 打 者 | 被 安 打 | 被 本 塁 打 | 奪 三 振 | 与 四 球 | 与 死 球 | 失 点 | 自 責 点 | 暴 投 | ボ 丨 ク |
| --------- | --------- | -------- | ----- | ----- | ----- | -------- | ----- | ----- | -------- | -------- | ----- | -------- | ----------- | -------- | -------- | -------- | ----- | -------- | ----- | -------- |
| 2013      | 愛媛      | 4.70     | 12    | 4     | 3     | 0        | 0     | 0     | 0        | 59.1     | 255   | 59       | 8           | 24       | 16       | 1        | 33    | 31       | 0     | 0        |
| 2014      | 愛媛      | 3.28     | 10    | 2     | 3     | 0        | 0     | 0     | 0        | 49.1     | 204   | 58       | 2           | 17       | 7        | 1        | 22    | 18       | 2     | 0        |
| 通算：2年 | 通算：2年 | 4.05     | 22    | 6     | 6     | 0        | 0     | 0     | 0        | 108.2    | 459   | 117      | 10          | 41       | 23       | 2        | 55    | 49       | 2     | 0        |

### 背番号
- 15 （1995年 - 2005年途中）
- 12 （2005年途中 - 2007年）
- 60 （2009年 - 2011年）
- 70 （2012年 - 2015年）
- 87 （2017年 - 2021年）